# Gurgen Mahari

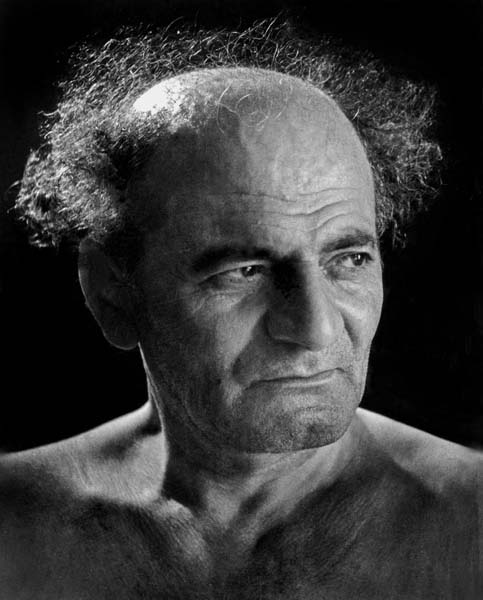
Gurgen Mahari

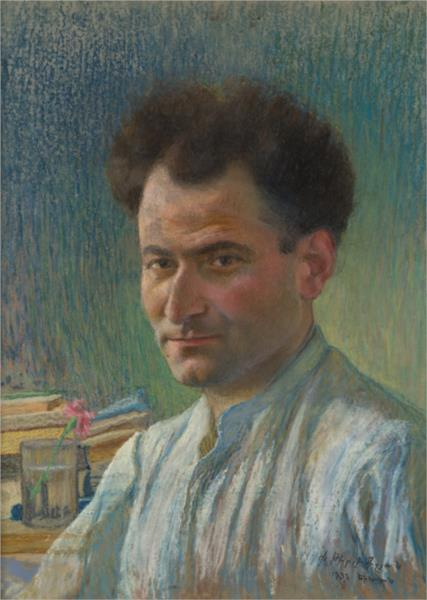
Retrato de Mahari por Panos Terlemezian (1932)

Gurgen Mahari (Gurgen Grigori Ajemian; vã, 14 de agosto de 1903 – Erevã, 17 de junho de 1969) foi um escritor e poeta armênio. Seus trabalhos mais significativos incluem a novela semiautobiográfica Barbed Wires in Blossom (1968) e o romance Burning Orchards (1966), que se passa na cidade natal do escritor, Van (Armênia, atualmente na Turquia), na véspera do genocídio armênio.

## Biografia
Gurgen fugiu para a Armênia Oriental em 1915, aos doze anos de idade, durante o genocídio armênio e encontrou refúgio em orfanatos em Echemiazim, Dilijã e Erevã. Seu primeiro livro, Titanic, foi publicado em 1924. Ele então escreveu sua trilogia autobiográfica (a primeira parte, "Infância" foi publicada em 1929, e a terceira parte foi concluída em 1955) que conta a história de sua sobrevivência e a tragédia vivida pelos armênios da Armênia Ocidental.
Ele foi preso em 1936, durante o Grande Expurgo de Josef Stalin e condenado a 11 anos de prisão em um Gulag da Sibéria. Ele foi libertado em 1947, mas um ano depois foi novamente preso e enviado para o exílio na Sibéria como um "tipo não confiável". Ele só foi autorizado a retornar a Erevã em 1954, após a morte de Stalin.
Ele também é o autor de Charents-name (1968), memórias sobre o poeta armênio Yeghishe Charents, e de Barbed Wires in Blossom, uma novela baseada em grande parte em suas experiências pessoais em um GULAG soviético.
O romance Burning Orchards, de Mahari, que se passa durante a Resistência de Vã e o genocídio armênio, foi amplamente condenado na Armênia soviética por seu retrato nada lisonjeiro dos marxistas armênios. Cópias de Burning Orchards foram publicamente queimadas nas ruas de Yerevan e Mahari foi repreendido pelo governo soviético. Ataques contra o romance de Mahari também eram comuns na diáspora armênia. Hoje, no entanto, os armênios consideram Burning Orchards uma obra-prima e a campanha contra o romance e seu autor é considerada um capítulo vergonhoso na história do povo armênio.
Contra a vontade de sua esposa, um Mahari com o coração partido começou a reescrever seu romance para remover as passagens contestadas, mas morreu antes que as revisões fossem concluídas. O texto original do romance é considerado considerado o texto canônico.

## Trabalhos em tradução
- Mahari, G. (2007) Burning Orchards, traduzido por D. Tahta, H. Tahta e H Ghazarian, Black Apollo Press, Germinal Productions, Cambridge, Reino Unido ISBN 978-1-900355-57-5